# Jan De Borger
Jean (Jan) De Borger (Niel, 17 november 1922 – Reet, 17 december 2002) was een Belgisch politicus voor de BSP / SP.

## Levensloop
Hij was burgemeester van Niel van 1983 tot 1986, hij werd opgevolgd door partijgenoot Hugo Ansems.
Burgemeester Jan De Borger was in 1986 mede-oprichter van de VVV Rupelstreek (later Toerisme Rupelstreek). 